# Ateliers de La Ciotat
Ateliers de La Ciotat byl francouzský krátký film z roku 1896. Režisérem byl Louis Lumière (1864–1948). Film trval asi minutu. Záběry z filmu se nedochovaly a film je tak považován za ztracený. Film nebyl zařazen do programu prvního filmového promítání bratrů Lumièrů, protože byl natočen později. Film je považován za jeden z prvních snímků s dokumentárním motivem.
Na ČSFD.cz je uveden rok 1895, ve skutečnosti film vznikl až v roce 1896.

## Děj
Film se odehrával v rodném městě bratrů Lumièrů La Ciotat a dokumentoval práci různých lidí.